# Jarosław Marycz
Jarosław Marycz (17 de abril de 1987) es un ciclista polaco.  

## Biografía
Doble campeón de Polonia en contrarreloj para amateurs, Jarosław Marycz destaca a nivel internacional durante su segundo año en categoría amateur, ganando el Tour de Berna y el Trofeo Alcide Degasperi. Estos resultados le permitieron hacer a finales de la temporada 2008 una prueba con el equipo Tinkoff Credit Systems, aunque no le fichan para la próxima temporada. Después de una última temporada amateur en 2009, durante el cual ganó una etapa en la Vuelta a Eslovaquia, y consiguió la medalla de plata en el Campeonato de Europa de ciclismo para amateurs tan solo por detrás de Kris Boeckmans, se convirtió en profesional en 2010 en el equipo del Pro Tour Team Saxo Bank.

## Palmarés
2007
- 1 etapa del Tour de Loir-et-Cher

2008
- Tour de Berna
- Trofeo Alcide Degasperi
- Gran Premio Inda

2009
- 1 etapa de la Vuelta a Eslovaquia

2010
- Campeonato de Polonia Contrarreloj

2013
- 1 etapa del Bałtyk-Karkonosze Tour

2014
- Dookoła Mazowsza

2017
- 1 etapa de la Dookoła Mazowsza

## Resultados en Grandes Vueltas y Campeonatos del Mundo
| Carrera              | Carrera              | 2010 | 2011  | 2012 | 2013 | 2014 | 2015 | 2016 | 2017 | 2018 |
| -------------------- | -------------------- | ---- | ----- | ---- | ---- | ---- | ---- | ---- | ---- | ---- |
|                      | Giro de Italia       | —    | —     | —    | —    | —    | Ab.  | —    | —    | —    |
|                      | Tour de Francia      | —    | —     | —    | —    | —    | —    | —    | —    | —    |
|                      | Vuelta a España      | —    | 149.º | —    | —    | —    | —    | —    | —    | —    |
| Mundial en Ruta      | Mundial en Ruta      | Ab.  | —     | 53.º | —    | —    | —    | —    | —    | —    |
| Mundial Contrarreloj | Mundial Contrarreloj | 39.º | —     | —    | —    | —    | —    | —    | —    | —    |

—: no participa

Ab.: abandono

## Equipos
- Saxo Bank (2010-2012)
  - Team Saxo Bank (2010)
  - Saxo Bank-Sungard (2011)
  - Saxo Bank-Tinkoff Bank (2012)
- CCC (2013-2016)
  - CCC Polsat Polkowice (2013-2014)
  - CCC Sprandi Polkowice (2015-2016)
- Domin Sport (2017)
- Wibatech Merx 7R (2018)